# Horlî, Kalanceak
Horlî (în ucraineană Хорли) este o comună în raionul Kalanceak, regiunea Herson, Ucraina, formată numai din satul de reședință.

## Demografie
Componența lingvistică a comunei Horlî
     Ucraineană (84,28%)
     Rusă (14,97%)
     Alte limbi (0,5%)
Conform recensământului din 2001, majoritatea populației comunei Horlî era vorbitoare de ucraineană (84,28%), existând în minoritate și vorbitori de rusă (14,97%).